# Andrzej Horban
Andrzej Jerzy Władysław Horban (ur. 10 listopada 1951 w Pruszkowie) – polski lekarz, specjalista w zakresie chorób zakaźnych, nauczyciel akademicki, profesor nauk medycznych, były konsultant krajowy w dziedzinie chorób zakaźnych.

## Życiorys
W 1976 ukończył studia w Akademii Medycznej w Warszawie. Specjalista w zakresie chorób wewnętrznych (1981) oraz chorób zakaźnych (1985).
Stopień doktora nauk medycznych uzyskał w 1988 w Akademii Medycznej w Warszawie na podstawie rozprawy pt. Ocena wybranych wykładników klinicznych i immunologicznych w przewlekłej brucelozie. W 2007 w tej samej uczelni uzyskał stopień naukowy doktora habilitowanego na podstawie pracy pt. Skuteczność i bezpieczeństwo terapii antyretrowirusowej w wybranych grupach zakażonych HIV i z AIDS. W 2016 otrzymał tytuł profesora w zakresie nauk medycznych.
Objął funkcję profesora zwyczajnego w Klinice Chorób Zakaźnych dla Dorosłych na II Wydziale Lekarskim z Oddziałem Nauczania w Języku Angielskim oraz Oddziałem Fizjoterapii Warszawskiego Uniwersytetu Medycznego, oraz w Wojewódzkim Szpitalu Zakaźnym w Warszawie.
Wieloletni konsultant krajowy w dziedzinie chorób zakaźnych. Wieloletni członek Rady Sanitarno–Epidemiologicznej Głównego Inspektora Sanitarnego.
Piastuje stanowisko wiceprezesa Polskiego Towarzystwa Epidemiologów i Lekarzy Chorób Zakaźnych, prezesa Polskiego Towarzystwa Naukowego AIDS, zastępcy dyrektora Wojewódzkiego Szpitala Zakaźnego w Warszawie, a także kierownika Kliniki Chorób Zakaźnych dla Dorosłych II Wydziału Lekarskiego z Oddziałem Nauczania w Języku Angielskim oraz Oddziałem Fizjoterapii Warszawskiego Uniwersytetu Medycznego. 19 października 2020 został głównym doradcą Prezesa Rady Ministrów do spraw COVID-19, a następnie przewodniczącym Rady Medycznej, powołanej 9 listopada. W lutym 2022 został powołany w skład Rady ds. COVID-19.
Jest zwolennikiem przymusowych szczepień przeciwko COVID-19 dla niektórych grup społecznych.

## Życie osobiste
29 lutego 1976 ożenił się z Anną Marią Heinrich. Ma trzy córki: Katarzynę, Małgorzatę i Barbarę. Jego matką była Irena Horban.

## Odznaczenia
- Krzyż Kawalerski Orderu Odrodzenia Polski – 2024[16]
- Złoty Krzyż Zasługi – 2010[17]